# Stefan Hierländer
Stefan Hierländer (Villach, 3 de febrero de 1991) es un futbolista austriaco que juega de centrocampista en el SK Sturm Graz de la Bundesliga austriaca. Es internacional con la selección de fútbol de Austria.

## Selección nacional
Hierländer fue internacional sub-17, sub-18, sub-19 y sub-21 con la selección de fútbol de Austria, antes de convertirse en internacional absoluto el 27 de marzo de 2018, en un partido frente a la selección de fútbol de Luxemburgo que terminó con victoria austriaca por 4-0.

## Clubes
| Club               | País     | Año       |
| ------------------ | -------- | --------- |
| SK Austria Kärnten | Austria  | 2008-2010 |
| Red Bull Salzburgo | Austria  | 2010-2014 |
| RB Leipzig         | Alemania | 2014-2016 |
| SK Sturm Graz      | Austria  | 2016-act. |

## Palmarés

### Títulos nacionales
| Título          | Club               | País    | Año  |
| --------------- | ------------------ | ------- | ---- |
| Bundesliga      | Red Bull Salzburgo | Austria | 2012 |
| Copa de Austria | Red Bull Salzburgo | Austria | 2012 |
| Bundesliga      | Red Bull Salzburgo | Austria | 2014 |
| Copa de Austria | Red Bull Salzburgo | Austria | 2014 |
| Copa de Austria | SK Sturm Graz      | Austria | 2018 |
| Copa de Austria | SK Sturm Graz      | Austria | 2023 |
| Copa de Austria | SK Sturm Graz      | Austria | 2024 |
| Bundesliga      | SK Sturm Graz      | Austria | 2024 |
| Bundesliga      | SK Sturm Graz      | Austria | 2025 |